# Sarıbuğday, Merzifon
Sarıbuğday là một xã thuộc huyện Merzifon, tỉnh Amasya, Thổ Nhĩ Kỳ. Dân số thời điểm năm 2010 là 442 người.